# Roaring Forties
Albums de Peter Hammill
There Goes the Daylight
(1993) X my Heart
(1994)
Roaring Forties est le vingt-et-unième album de Peter Hammill, sorti en 1994.

## Liste des titres
1. Sharply Unclear
2. The Gift of Fire
3. You can't want what you always get
4. A Headlong Stretch
5. Your Tall Ship